# سيري ميكونن
سائرا ميكونن أو سيري ميكونين (بالإنجليزية: Seare Mekonnen)‏ ( - 22 يونيو 2019)؛ عسكري إثيوبي، رأس أركان الجيش الإثيوبي منذ 7 يونيو 2018 حتى تاريخ مقتله في 22 يونيو 2019، إثر رصاصة أطلقها عليه حارسه الشخصي أثناء محاولة الانقلاب الفاشلة التي حدثت في ولاية أمهرة في إثيوبيا. سيري أصبح رئيسًا للأركان بعمر 69 عامًا، وكان قد خدم في الجيش الإثيوبي قائدًا ورئيس فرقة، ولعب دورًا مهمًا في الحرب الحدودية بين إثيوبيا وإريتريا. رُقّي إلى منصب قائد الجيش في العام 2001. قبل ذلك، خدم الجنرال ميكونين ضمن جبهة تحرير شعب التغراي (TPLF).